# La Grandeza
La Grandeza est une municipalité du Chiapas, au Mexique. Elle couvre une superficie de 52,2 km2 et compte 7 057 habitants en 2015.